# Farewell Shalabiye
Farewell Shalabiye is het eerste album van de band NO blues uit 2005. De muziek op het album is een vermenging van Amerikaanse folkblues en traditionele Arabische muziek. Dit komt dit onder meer tot uiting in bewerkingen van Amerikaanse traditionals als Columbus stockade en Wayfaring Stranger, die van Arabische tinten worden voorzien. Maar ook eigen composities als de titelsong en Memphis kennen omschakelingen tussen Amerikaans en Arabisch. Ook de titel ("vaarwel schoonheid") maakt hiernaar een knipoog.
Naast de drie vaste leden spelen op het album Osama Mileegi (percussie), Eric van der Lest (drums) en Ankie Keultjes (zang) mee.

## Nummers
1. The clock (4:49)
2. Columbus stockade (4:13) (trad.)
3. Farewell shalabiye (3:42)
4. Nobody's fault but mine (3:13) (trad.)
5. Longa sakeez (2:23) (trad.)
6. The regular (4:05)
7. Memphis (3:13)
8. Dancing without sound (3:41)
9. Wayfaring stranger (3:27) (trad.)
10. Farewell shalabiye (single version) (3:23)